# Maurice (Iowa)
Maurice és una població dels Estats Units a l'estat d'Iowa. Segons el cens del 2000 tenia 254 habitants.

## Demografia
Segons el cens del 2000, Maurice tenia 254 habitants, 95 habitatges, i 76 famílies. La densitat de població era de 181,6 habitants/km².
Dels 95 habitatges en un 32,6% hi vivien nens de menys de 18 anys, en un 77,9% hi vivien parelles casades, en un 0% dones solteres, i en un 20% no eren unitats familiars. En el 17,9% dels habitatges hi vivien persones soles el 10,5% de les quals corresponia a persones de 65 anys o més que vivien soles. El nombre mitjà de persones vivint en cada habitatge era de 2,67 i el nombre mitjà de persones que vivien en cada família era de 3,05.
Per edats la població es repartia de la següent manera: un 26% tenia menys de 18 anys, un 8,7% entre 18 i 24, un 24,4% entre 25 i 44, un 23,2% de 45 a 60 i un 17,7% 65 anys o més.
L'edat mediana era de 39 anys. Per cada 100 dones de 18 o més anys hi havia 116,1 homes.
La renda mediana per habitatge era de 41.591 $ i la renda mediana per família de 41.705 $. Els homes tenien una renda mediana de 30.347 $ mentre que les dones 21.250 $. La renda per capita de la població era de 15.455 $. Cap de les famílies estaven per davall del llindar de pobresa.

## Poblacions més properes
El següent diagrama mostra les poblacions més properes.